# 2A46

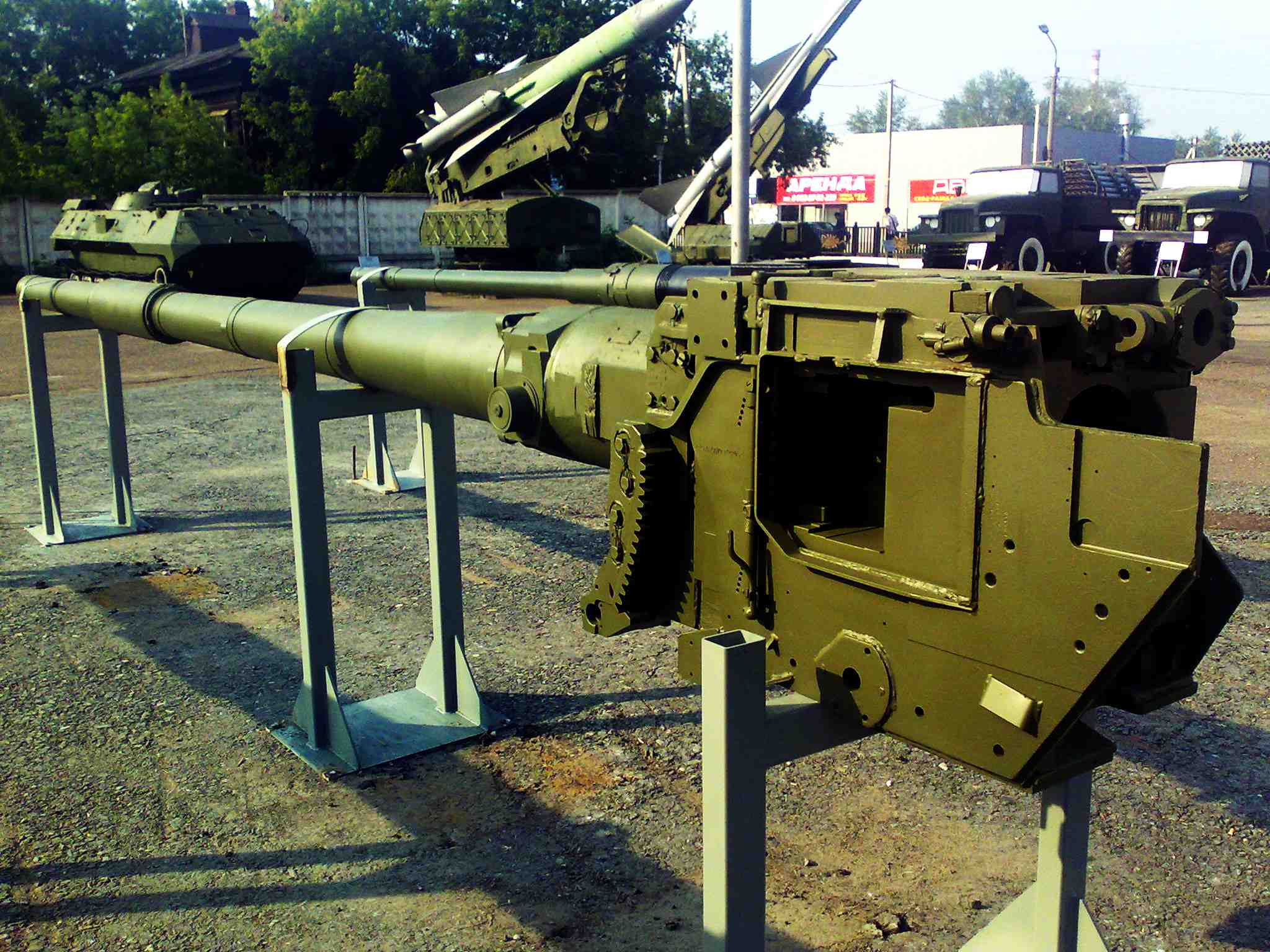
2A46M1

2A46 je označení rodiny ruských tankových kanónů ráže 125 mm. Komerčně vyráběné verze nesou označení 2A46, 2A46M, 2A46M-1, 2A46M-2, 2A46M-4 a 2A46M-5. Cena se pohybuje okolo 40 000 až 50 000 USD (2012).

## Charakteristika
Kanón je určen k ničení všech pro tanky typických cílů, jako jsou nepřátelské tanky a obrněná vozidla, živá síla a opevnění. Kanóny tohoto modelu jsou hlavní zbraně pozdně sovětských a moderních ruských hlavních bitevních tanků (2A46: T-64, T-72, 2A46M-1: T-80, 2A46M-4: T-90). Kanóny mohou být použity k odpalování raket.
Hlavní technické charakteristiky, rozměry a hmotnosti všech verzí jsou podobné – je to nezbytné pro zajištění kompatibility s používanou municí. U nových pokročilých verzí se výrazně zlepšila přesnost (o 20% ve srovnání s předchozími verzemi) a zvýšil se výkon.

## Technické údaje
| Označení:       | 2А46 |
| Ráže:           | 125 mm                                                                                                  |
| Typ hlavně:     | Hladký vývrt                                                                                            |
| Munice:         | Dělená                                                                                                  |
| Druh:           | Podkaliberní protipanc. střely, tříštivotrhavé granáty, kumulativní střely, protitankové řízené střely. |
| Maximální tlak: | 500 МРа                                                                                                 |
| Délka hlavně:   | 6000 mm                                                                                                 |
| Hmotnost:       | 2500 kg                                                                                                 |